# سالومون ليبمان
سالومون ليبمان (بالإسبانية: Salomón Libman)‏ هو لاعب كرة قدم بيروفي، ولد في 25 فبراير 1984 في ليما في بيرو. شارك مع منتخب بيرو لكرة القدم. أما مع النوادي، فقد لعب مع أليانزا ليما وسبورت بويز.

## وصلات خارجية
- الموقع الرسمي
- سالومون ليبمان على موقع قاعدة بيانات كرة القدم.إي يو (الإنجليزية)
- سالومون ليبمان على موقع ناشيونال فوتبول تيمز (الإنجليزية)
- سالومون ليبمان على موقع Soccerway.com (الإنجليزية)
- سالومون ليبمان على موقع عالم كرة القدم.نت (الإنجليزية)